# Dobronhegy
Dobronhegy is een plaats (község) en gemeente in het Hongaarse comitaat Zala. Dobronhegy telt 159 inwoners (2001).